# 管仲镇
管仲镇，原为管镇镇，是中华人民共和国江苏省淮安市盱眙县下辖的一个乡镇级行政单位。2018年7月管镇镇与兴隆乡合并，设立管仲镇。以原兴隆乡、管镇镇所辖区域为管仲镇行政区域，管仲镇人民政府驻管仲居委会境内，办公地址为叔牙街21号。

## 行政区划
管仲镇下辖以下地区：
管仲社区、分金亭社区、姬庄社区、耿赵村、双黄村、崔岗村、梁巷村、叶岗村、大杨庄村、芮圩村、王嘴村、宗岗村和北周村。